# Главное управление по обеспечению охраны общественного порядка МВД России
Главное управление по обеспечению охраны общественного порядка и координации взаимодействия с органами исполнительной власти субъектов Российской Федерации (бывший Департамент охраны общественного порядка МВД России) — структурное подразделение центрального аппарата МВД России.
Осуществляет функции по выработке и реализации государственной политики в сфере общественного порядка и безопасности, нормативному правовому регулированию в данной области и организационно-методическому руководству подразделениями полиции общественной безопасности МВД, ГУМВД, УМВД субъектов Российской Федерации.

## Общие данные
В состав ГУОООП входят:
- Управление анализа и выработки стратегических решений в обеспечении охраны общественного порядка;
- Управление организации и координации деятельности в области охраны общественного порядка;
- Управление организации дознания;
- Лицензионно-разрешительное управление.

При управлении есть Центр выдачи разрешений (лицензий) Министерства внутренних дел Российской Федерации.
Управление организует проведение федеральных и межрегиональных оперативно-профилактических операций по предупреждению и пресечению правонарушений, контролирует выдачу, переоформление лицензий (разрешений) на оружие, рассматривает письма, заявления и обращения юридических и физических лиц.
Важнейшим направлением в работе управления является возрождение государственной системы профилактики правонарушений. Министерством в настоящее время подготовлен соответствующий проект федерального закона, который проходит процедуры межведомственного согласования.

## История
Данные об охране общественного порядка можно найти в исторических документах ещё во времена Киевской Руси. Дружинники по распоряжениям князей занимались борьбой с преступностью на территории княжеств. Для этого они привлекали свободных людей — общинников.
30 апреля (10 мая) 1649 года царь Алексей Михайлович издал указ «о городском благочинии», где помимо организации пожарной охраны были закреплены первые нормативные основы охраны общественного порядка:
…и ездить в своем объезде по всем улицам и по переулкам, в день и в ночь, в беспрестани. А для береженья во всех улицах и по переулках росписать им решеточных прикащиков и сторожей; и по улицам и по переулкам в день и в ночь ходить и беречь накрепко, чтоб в улицах и в переулках бою и грабежу и корчмы и табаку и инаго никакого воровства и блудни не было
После реформ Петра I была образована полиция. В городах появилась регулярная полиция, отвечающая за порядок на улицах и в других общественных местах. 
Новой эпохой в развитии служб охраны порядка в России можно считать правление Александра I. 8 (20) сентября 1802 он издал манифест об учреждении министерств, в который входило и Министерство внутренних дел. В 1804 году по распоряжению министра внутренних дел Виктора Кочубея была введена внешняя часть полиции. 3 (15) июля 1811 года было утверждено «Положение о внутренней страже», в обязанности которой входили: поимка воров, преследование и истребление разбойников, усмирение неповиновений и буйства, поимка беглых преступников, охрана порядка на ярмарках и празднествах. Впервые понятие «полицейская постовая служба» встречается в утвержденном в 1838 году в Положении о столичной полиции. В этот период во многих городах увеличивается количество полицейских будок.
Основным исполнительным звеном полиции являлся участок во главе с приставом. В его подчинении находился один офицер и письмоводитель. Участок делился на околотки во главе с околоточными надзирателями, городовыми постовой службы и дворниками. В 1917 году после Октябрьской революции МВД было ликвидировано вместе с полицией.
2 сентября 1923 года приказом Центрального административного управления НКВД РСФСР № 4 утверждена «Инструкция постовому милиционеру», в которой изложены общие положения о постовой службе и обязанности милиционера.

## Руководство
- неизвестно
- генерал-майор милиции Воробьёв Виктор Васильевич (23 сентября 1994 —  7 января 1995)
- генерал-лейтенант милиции Голубев Иван Иванович (1995 — 1999)
- генерал-лейтенант милиции Чекалин Александр Алексеевич (1999 — 2000)
- генерал-полковник милиции Николай Першуткин (октябрь 2000 — 24 сентября 2007)
- генерал-лейтенант полиции Юрий Демидов (2009 — 10 марта 2014)
- генерал-лейтенант полиции Юрий Валяев (10 марта 2014 — 22 сентября 2020)
- генерал-лейтенант полиции Леонид Веденов (и. о. 22 сентября 25 ноября 2020)
- генерал-лейтенант полиции Михаил Давыдов (25 ноября 2020 — 4 декабря 2023)
- генерал-майор полиции Ленар Габдурахманов (с 4 декабря 2023)